# Подорожняк Борис Давидович
Борис Давидович Подорожняк (нар. 24 грудня 1936 — пом. 10 жовтня 2016) — радянський та український футбольний тренер. Заслужений тренер СРСР.

## Тренерська кар'єра
Працював начальником команди у дніпропетровських клубах «Сталь» та «Локомотив».
З 1975 року понад 25 років працював з перервами у дніпропетровській спортивній школі «Дніпро-75». Він підготував багатьох відомих футболістів, за що йому присвоєно звання заслуженого тренера України. Зокрема серед його вихованців є олімпійський чемпіон 1988 року, чемпіон СРСР 1983 і 1988 Володимир Лютий, чемпіон СРСР 1983 Юрій Миргородський та чемпіон Європи серед юніорів 1990 року Сергій Мамчур.
У 1992 році його призначили головним тренером «Металурга» (Дніпродзержинськ), яким він керував до липня 1993 року. Потім він також тренував дітей у дніпропетровській спортивній школі «Дніпромайн» та КДЮСШ «Спартак».
У 2006—2011 роках очолював дніпропетровський «Локомотив-Ветеран».
Помер 10 жовтня 2016 року у Дніпрі, не доживши два місяці до свого  80-річчя.